# 中国2010年上海世界博览会中国船舶馆

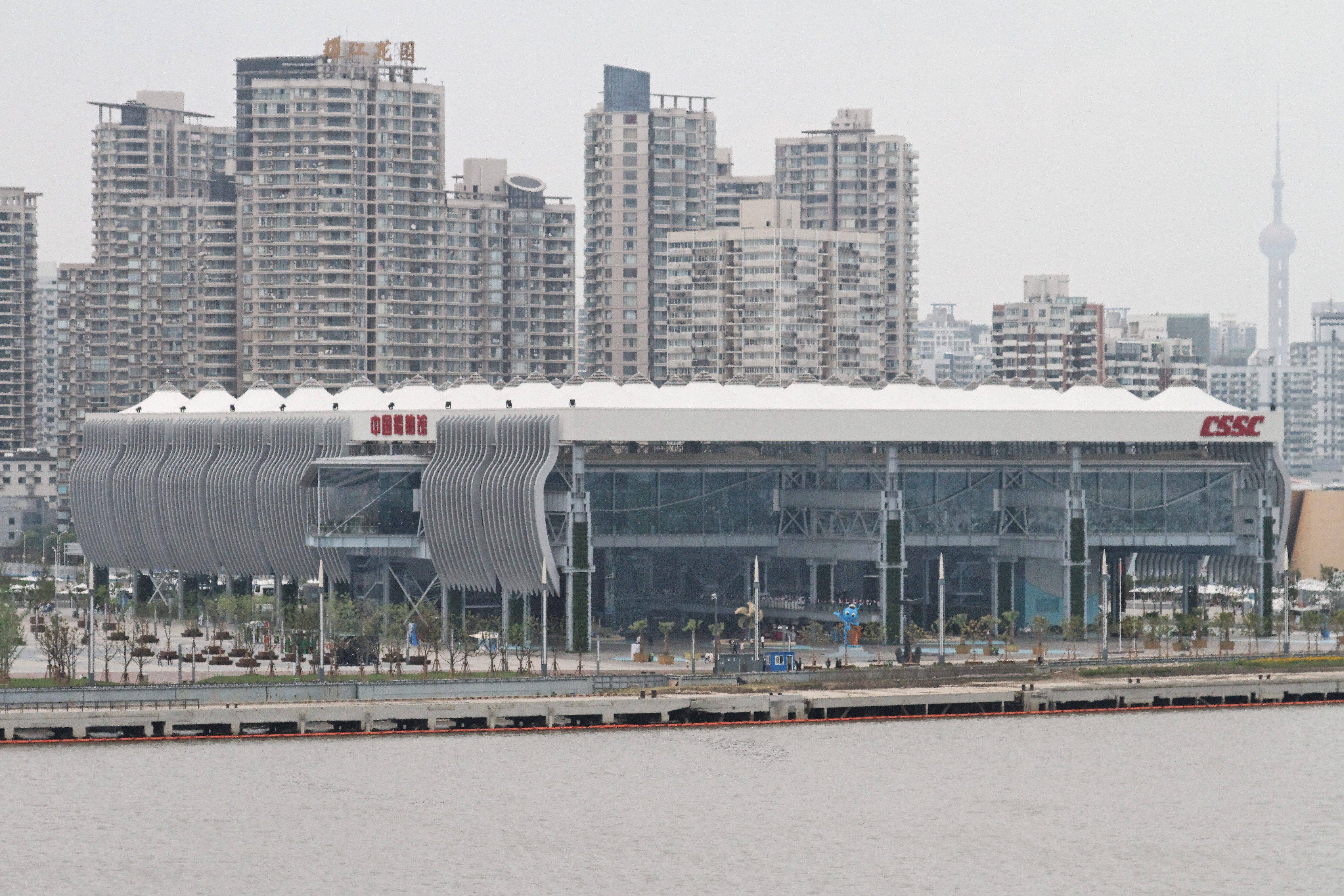
中国船舶馆

中国2010年上海世界博览会中国船舶馆，简称中国船舶馆（英文：CSSC Pavilion at Expo 2010），是中国2010年上海世界博览会的企业馆，位于世博园区E片区，由中船集团冠名。该展馆的主题为“船舶，让城市更美好”，其展馆的企业特别日为6月3日。该展馆在江南造船厂（江南制造局）原址建造，展出了未来水域城市生活的美景，人与船舶、人与城市的紧密关系。